# Посёлок Тукмакской фермы
Посёлок Тукмакской фермы, известен также как посёлок Тукмакской фермы, Тукмакская ферма совхоза, Тукмакская
ферма (баш. Туҡмаҡ  фермаһы) — упразднённый в 1979 году посёлок Первомайского сельсовета Мелеузовского района.

## История
Название происходит от гидронима баш. Туҡмаҡ, возможно 'короткая' и ферма 'ферма' с афф. -һы (Словарь топонимов, 1980).
В 1939 году Тукмакская ферма совхоза была центром Первомайского избирательного округа № 5
На 1 июня 1952 года входил в Араслановский поселковый совет, находился в 9 км от рабочего посёлка и станции Мелеуз, в 5 км от центра поссовета — пос. Центральной усадьбы совхоза (БАССР, 1952) (с 2007 — дер. Первомайская).
Официально закрыт в 1979 году. Указ Президиума ВС Башкирской АССР от 29.09.1979 № 6-2/312 «Об исключении некоторых населённых пунктов из учётных данных по административно-территориальному делению Башкирской АССР» гласил:

Президиум Верховного Совета Башкирской АССР постановляет: 

В связи с перечислением жителей и фактическим прекращением существования исключить из учётных данных по административно-территориальному делению Башкирской АССР следующие населённые пункты
по Мелеузовскому району:
посёлки Миньковка, Посёлок Тукмакской фермы Первомайского сельсовета
— Указ Президиума ВС Башкирской АССР от 29.09.1979 № 6-2/312 «Об исключении некоторых населённых пунктов из учётных данных по административно-территориальному делению Башкирской АССР»

## Население
По данным на 1969 год проживало 231 человек, основная национальность — русские (БАССР, 1969).

## Инфраструктура
Было развито коллективное сельское хозяйство (животноводство).

## Транспорт
Просёлочные дороги.